# TG Rüsselsheim
Le TG Rüsselsheim est un club de volley-ball allemand fondé en 1970 et basé à Rüsselsheim, évoluant au plus haut niveau national (1. Bundesliga).

## Palmarès
Néant.

## Effectif de la saison en cours
Entraîneur : Raimund Jeuck  Allemagne
| Numéro | Nom               | Taille | Nationalité |
| 1      | Andreas KOLLE     | 2,01   | Allemagne   |
| 2      | Frank BACHMANN    | 1,95   | Allemagne   |
| 3      | Sylvain TAURISSON | 1,94   | France      |
| 4      | Steffen JUNGBLUTH | 1,88   | Allemagne   |
| 5      | Christian GÜNTHER | 1,96   | Allemagne   |
| 9      | Jens FISCHER      | 1,98   | Allemagne   |
| 10     | Philipp HAMEL     | 2,00   | Allemagne   |
| 11     | Anton BORGER      | 1,97   | Allemagne   |
| 12     | Thilo VON HAGEL   | 1,83   | Allemagne   |
| 13     | Jürgen KROPP      | 1,88   | Allemagne   |
| ?      | Lukas KAMPA       | 1,92   | Allemagne   |
| ?      | Marc SCHMITT      | 1,89   | Allemagne   |
| ?      | Edgar KRANK       | 1,97   | Allemagne   |
| ?      | Martin BERKENKAMP | 2,01   | Allemagne   |
| ?      | Jakob SCHULMAYR   | x,xx   | Allemagne   |

## Effectif saison 2004-2005
Entraîneur : Raimund JEUCK  Allemagne
Entraîneur adjoint : Maxime COULEROT  France
| Numéro | Nom                | Taille | Nationalité |
| 1      | Andreas KOLLE      | 2,01   | Allemagne   |
| 3      | Sylvain TAURISSON  | 1,94   | France      |
| 4      | Steffen JUNGBLUTH  | 1,88   | Allemagne   |
| 5      | Christian GÜNTHER  | 1,96   | Allemagne   |
| 8      | Björn SCHWENZER    | 1,86   | Allemagne   |
| 9      | Andreas BABOULIDIS | 1,88   | Allemagne   |
| 10     | Philipp HAMEL      | 2,00   | Allemagne   |
| 11     | Oliver DÖHN        | 1,97   | Allemagne   |
| 12     | Thilo VON HAGEL    | 1,83   | Allemagne   |